# Frenkel
Frenkel (em iídiche:  פרענקעל) pode ser:
- Daan Frenkel, um físico computacional neerlandês
- Peter Frenkel, um ex-atleta da Alemanha Oriental